# Betagarri
Betagarri war eine Band von acht Musikern aus dem Baskenland, die bis 2017 aktiv war. Alle Mitglieder stammen aus Vitoria-Gasteiz, der Hauptstadt des Baskenlandes. Die Besetzung der heutigen Band hat mit der Anfangsformation nicht mehr viel gemeinsam. Lediglich Iñaki Ortiz de Villalba (Gesang), Aitor Ruiz de Arbulo (Gitarre) und Pablo Rodríguez (Bass) sind von Anfang an dabei. Im Laufe der Jahre kamen noch weitere Musiker und Instrumente hinzu bzw. wechselten die Musiker: Iker Uriarte (Schlagzeug), Iker Uriarte (Gitarre), David Gaviña (Saxophon), Mikel Sanz (Posaune) und Unai Lobo (Trompete). So lautet die derzeitige Besetzung seit 2003.

## Stil
Betagarri spielen eine Mischung aus Ska, Reggae und Rock, aber auch Latin- und Punk-Einflüsse sind vertreten. Fast alle Lieder sind in baskischer Sprache verfasst. Die Texte widmen sich größtenteils sozial- und globalisierungskritischen Themen aus linker Sicht. Ebenfalls wird der Konflikt Spanien/Baskenland thematisiert. Viele Tourneen und insgesamt mehr als 500 Konzerte führten Betagarri durch Europa und die USA, bis nach Japan sind sie bekannt.

## Diskografie
- 1994: Maketa (Demoband)
- 1997: Betagarri Mil A Gritos Records
- 1998: Arren Erro Zaharra Mil A Gritos Records
- 1999: 80/00 Esan Ozenki
- 2000: Freaky Festa Esan Ozenki
- 2001: Remix, 2001 Metak
- 2002: Arnasa Hartu Metak
- 2004: Zuzenena CD/DVD Metak
- 2006: Hamaika Gara Oihuka
- 2009: Bizitzari txistuka Oihuka
- 2012: Zorion Argiak